# Adrián Biniez
Adrián Biniez (* 28. August 1974 in Buenos Aires) ist ein argentinischer Filmregisseur, Drehbuchautor und Rocksänger.
Adrián Biniez begann seine künstlerische Karriere als Rocksänger und Songwriter für die argentinische Independentrockband Reverb in den 1990er Jahren. Die Band nahm zwei CDs auf.
Durch die Filmproduktion Whisky kam er 2004 nach Montevideo in Uruguay, wo er seitdem lebt. In diesem Film spielte er eine kleine Rolle als Karaokesänger. Der Film war auch in deutschen Kinos zu sehen. Er begann sich weiter für den Film zu interessieren. 2005 schrieb er an Drehbüchern für eine Fernsehserie. 2006 drehte er seinen ersten Kurzfilm. Mit seinem Spielfilmdebüt Gigante wurde er zum Wettbewerb der Berlinale 2009 eingeladen. Die Liebesgeschichte zwischen einem Sicherheitsdienstangestellten und einer Putzfrau eines Supermarktes in Montevideo wurde auf der Berlinale mit dem Großen Preis der Jury ausgezeichnet. Neben diesem Silbernen Bären erhielt Biniez außerdem den Preis für das beste Debüt und neben Andrzej Wajdas Der Kalmus den Alfred-Bauer-Preis. Der Film kam im Oktober 2009 in die deutschen Kinos.

## Belege
1. ↑  Auszeichnungen der Berlinale 2009, abgerufen am 29. April 2017.

| Personendaten    | Personendaten                                  |
| ---------------- | ---------------------------------------------- |
| NAME             | Biniez, Adrián                                 |
| KURZBESCHREIBUNG | argentinischer Filmregisseur und Drehbuchautor |
| GEBURTSDATUM     | 28. August 1974                                |
| GEBURTSORT       | Buenos Aires                                   |